# Down With Webster
Down With Webster er en canadisk hiphop-gruppe, som i begyndelsen af oktober udsendte debutalbummet "Time To Win Vol. 1".
Down With Webster vandt i 2008 konkurrencen Rogers Mobile/Universal Music Best Unsigned Artist, og siden har folk som Timbaland og Gene Simmons fra KISS vist interesse i at få gruppen tilknyttet deres respektive pladeselskaber.
"Time To Win Vol. 1" er det første af to mini-albums med syv numre.